# 按才幹受責任的比喻
按才幹受責任的比喻，或譯塔冷通的比喻，是耶穌用来說明末日祂再來的事的一个比喻，记载于《马太福音》第25章第14-30节和《路加福音》第19章第11-27节。

## 內容
|                                         | 14天国又好比一个人要往外国去，就叫了仆人来，把他的家业交给他们，15按着各人的才干，给他们银子，一个给了五千，一个给了二千，一个给了一千，就往外国去了。16那领五千的，随即拿去做买卖，另外赚了五千；17那领二千的也照样另赚了二千；18但那领一千的去掘开地，把主人的银子埋藏了。19过了许久，那些仆人的主人来了，和他们算账。20那领五千银子的又带着那另外的五千来，说：‘主啊，你交给我五千银子，请看，我又赚了五千。’21主人说：‘好，你这又良善又忠心的仆人，你在不多的事上有忠心，我要把许多事派你管理，可以进来享受你主人的快乐。’22那领二千的也来，说：‘主啊，你交给我二千银子，请看，我又赚了二千。’23主人说：‘好，你这又良善又忠心的仆人，你在不多的事上有忠心，我把许多事派你管理，可以进来享受你主人的快乐。’24那领一千的也来，说：‘主啊，我知道你是忍心的人，没有种的地方要收割，没有散的地方要聚敛。25我就害怕，去把你的一千银子埋藏在地裡。请看，你的原银子在这里。’26主人回答说：‘你这又恶又懒的仆人，你既知道我没有种的地方要收割，没有散的地方要聚敛，27就当把我的银子放给兑换银钱的人，到我来的时候，可以连本带利收回。28夺过他这一千来，给那有一万的。29因为凡有的，还要加给他，叫他有餘；没有的，连他所有的也要夺过来。30把這無用的僕人丟在外面黑暗裡，在那裡必要哀哭切齒了。’ |
| ——《马太福音》第25章第14-30节（和合本） | |

|                                         | 14「天國又如一個要遠行的人，將自己的僕人叫來，把財產托付給他們：15按照他們的才能，一個給了五個『塔冷通』，一個給了兩個，一個給了一個；然後動身走了。16那領了五個『塔冷通』的，立刻去用來營業，另外賺了五個。17同樣，那領了兩個的，也賺了另外兩個。18但是，那領了一個的，卻去掘開地，把主人的銀子藏了。19過了多時，僕人的主人回來了，便與他們算賬。20那領了五個『塔冷通』的上前來，呈上另外五個『塔冷通』說：主啊！你曾交給我五個『塔冷通』，看，我賺了另外五個『塔冷通』。21主人對他說：好！善良忠信的僕人，你既在少許事上忠信，我必委派你管理許多大事：進入你主人的福樂罷！22那領了兩個『塔冷通』的也前來說：主啊！你曾交給我兩個『塔冷通』，看，我賺了另外兩個『塔冷通』。23主人對他說：好！善良忠信的僕人！你既在少許事上忠信，我必委派你管理許多大事：進入你主人的福樂罷！24隨後，那領了一個『塔冷通』的也前來說：主啊！我原知道你是個刻薄的人，在你沒有下種的地方收割，在你沒有散布的地方聚斂。25因為我害怕，所以我去把你的『塔冷通』藏在地下；看，你的仍還給你。26主人回答說：可惡懶惰的僕人！你既知道：我在沒有下種的地方收割，在沒有散布的地方聚斂；27那麼，你就該把我的銀子，交給錢莊裏的人，待我回來時，把我連本帶利取回。28所以，你們把這個『塔冷通』從他手中奪過來，給那有了十個『塔冷通』的，29因為凡是有的，還要給他，叫他富裕；那沒有的，連他所有的，也要由他手中奪去。30至於這無用的僕人，你們把他丟在外面的黑暗中，在那裏必有哀號和切齒。」 |
| ——《瑪竇福音》第25章第14-30节（思高本） | |